# Gare de Ler

La gare de Ler est une gare ferroviaire de la ligne de Dovre. Elle se situe dans le village de Ler qui fait partie de la commune de Melhus.
La gare de Ler compte parmi les plus anciennes gares de la ligne de Dovre puisqu'elle se trouve sur le tronçon Trondheim-Støren qui  fut inauguré en 1864.
La gare se situe à 520.49km d'Oslo.  Aujourd'hui, seuls les trains régionaux s'y arrêtent.